# (739) Mandeville
(739) Mandeville – planetoida z pasa głównego asteroid okrążająca Słońce w ciągu 4 lat i 194 dni w średniej odległości 2,74 au. Została odkryta 7 lutego 1913 roku w Winchester (Massachusetts) przez Joela Metcalfa. Nazwa pochodzi od Mandeville, miasta na Jamajce. Przed nadaniem nazwy planetoida nosiła oznaczenie tymczasowe (739) 1913 QR.